# Al-Iraqia
Al-Iraqia (arabisch العراقيّة, DMG al-ʿIrāqiyya, englisch: Al Iraqiya geschrieben) ist ein irakischer Fernsehsender, der im Mai 2003 nach dem Sturz von Saddam Hussein gegründet wurde. Er ist der Nachfolger des Staatsfernsehens Iraqi TV. 
Der arabischsprachige Fernsehsender wird von der irakischen Regierung betrieben. Der Sender kann von ungefähr 85 % der irakischen Haushalte empfangen werden und erreicht einen Marktanteil von etwa 40 %. Der Bevölkerungsteil mit Satellitenempfang bevorzugt jedoch die internationalen Fernsehsender Al-Dschasira und Al-Arabija.